# 贝索诺府邸

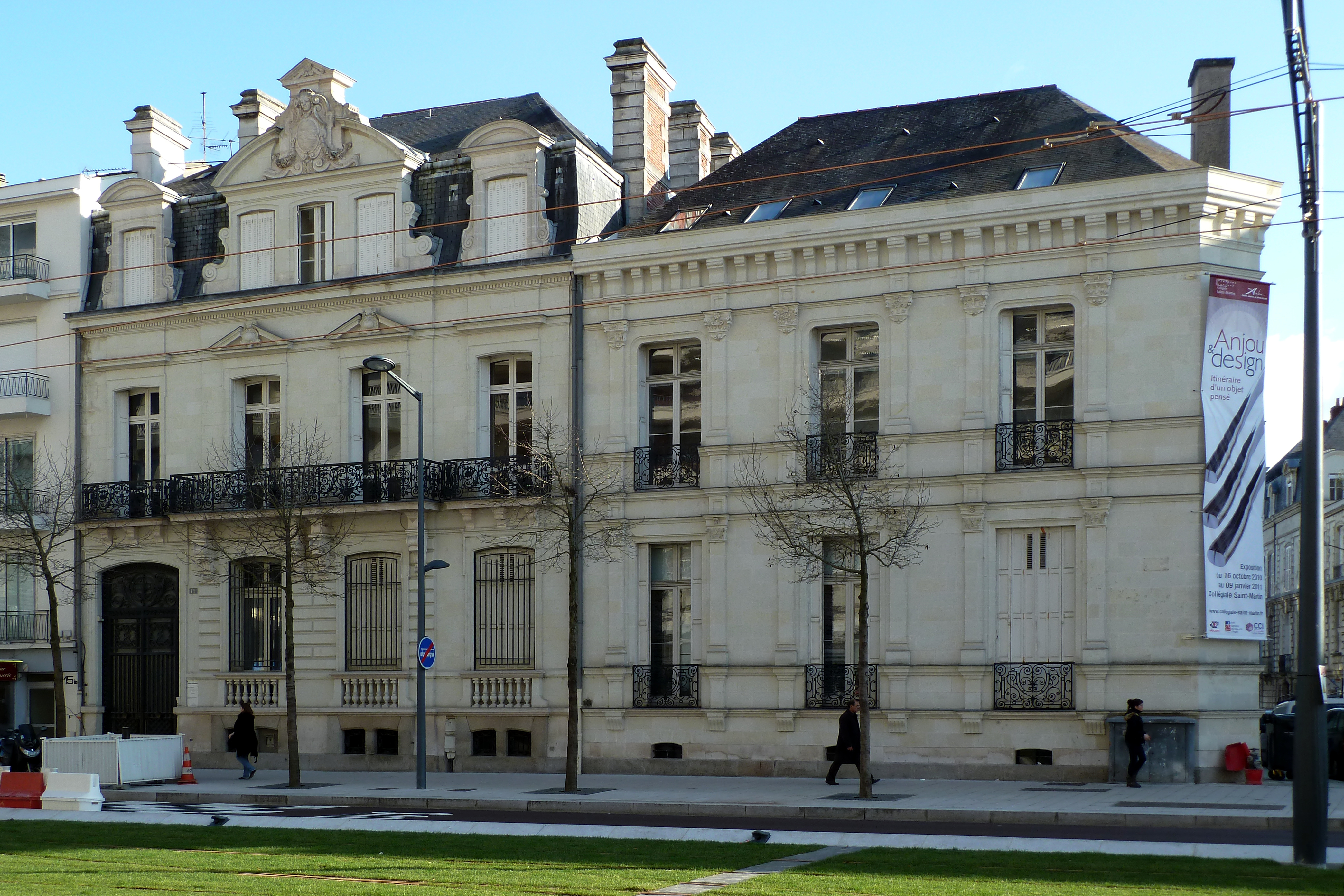
贝索诺公馆

贝索诺府邸（法語：Hôtel Bessonneau）是法国曼恩-卢瓦尔省昂热的一座历史建筑，建于1863-1883年。2014年5月，DMVP公司以186万欧元的价格收购該建築。